# Элуэй, Рене
Рене́ Элуэ́й (англ. Renee Alway; род. 29 апреля 1986, Нортерн-Мичиган, Мичиган, США) — американская фотомодель.

## Биография
Рене Элуэй родилась 29 апреля 1986 года в северной части штата Мичиган, США в семье пастора и офицера полиции. У Рене есть несколько братьев и сестёр.

## Карьера
Рене начала свою модельную карьеру в 1999 году и появилась в таких журналах как «Seventeen» и итальянский «Vogue», работала в Европе. В 2007 году Элуэй заняла 3-е место в 8-м сезоне реалити-шоу «Топ-модель по-американски».
10 декабря 2014 года Элуэй была приговорена к 12 годам лишения свободы за четыре вооружённых ограбления, угон автомобиля, незаконное владение огнестрельным оружием и кражу персональных данных.
С апреля 2018 года Рене была освобождена из тюрьмы после отбывания пятилетнего срока с июня 2013 года.
С сентября 2019 года Элуэй находится под домашним арестом.

## Личная жизнь
С 2006 года Рене замужем за Джейсоном Деуиттом. У супругов есть трое детей, включая сына Троя Деуитта (род. 2006).
В сентябре 2016 года в своем аккаунте в Твиттере объявила, что она — лесбиянка и атеистка.